# ورتکس
ورتکس (به انگلیسی: Vertex) شرکت تحقیقاتی و تولیدی محصولات پزشکی، دارویی و بیوتکنولوژی می‌باشد، که دفتر مرکزی آن در شهر کمبریج در ایالت ماساچوست ایالات متحدهٔ آمریکا قرار دارد.
شرکت ورتکس در سال ۱۹۸۹ توسط جاشوا بگر تأسیس شد. روند تأسیس و پیشرفت این شرکت در سال ۱۹۹۴ در کتابی به نام مولکول میلیارد دلاری توسط بری ورت به رشتهٔ تحریر درآمده‌است.

## دیگر شعبه‌ها
شرکت ورتکس علاوه بر دفتر مرکزی آن در شهر کمبریج در ایالت ماساچوست دارای شعبات دیگری نیز می‌باشد.
از جمله شعبه‌های عمدهٔ شرکت ورتکس، می‌توان چند مرکز تحقیقاتی در ایالت کالیفورنیا و همچنین در خارج از ایالات متحده، در کشورهای انگلستان و چین (شهرهای پکن و شانگهای) را نام برد.

## گروه محصولات
شرکت ورتکس بازهٔ گسترده‌ای از محصولات پزشکی و دارویی را تولید می‌کند، اما هدف اصلی این شرکت تحقیقات بیشتر بر روی تولید داروهایی برای بیماری هپاتیت و ایدز می‌باشد. از جملهٔ مهم‌ترین محصول شرکت ورتکس می‌توان داروی تلاپرویر (Telaprevir یا Incivek) را نام برد که در سال ۲۰۱۱ (ماه می) گواهی FDA را دریافت نمود. این محصول شرکت ورتکس یک درمان از راه دهانی (اورالی) برای بیماری هپاتیت سی می‌باشد. داروی تلاپرویر یک مهارکننده پروتئاز (Protease inhibitor) است.